# 霊山大駅
霊山大駅（ヨンサンデえき）は、大韓民国釜山広域市海雲台区にある釜山交通公社4号線の駅である。駅番号は411。「下盤松」を副駅名としている。
旅客案内上の日本語訳は霊山大学駅。

## 駅構造
島式ホーム1面2線の高架駅。フルスクリーンタイプのホームドアが設置されている。出入口は3箇所に設けられている。

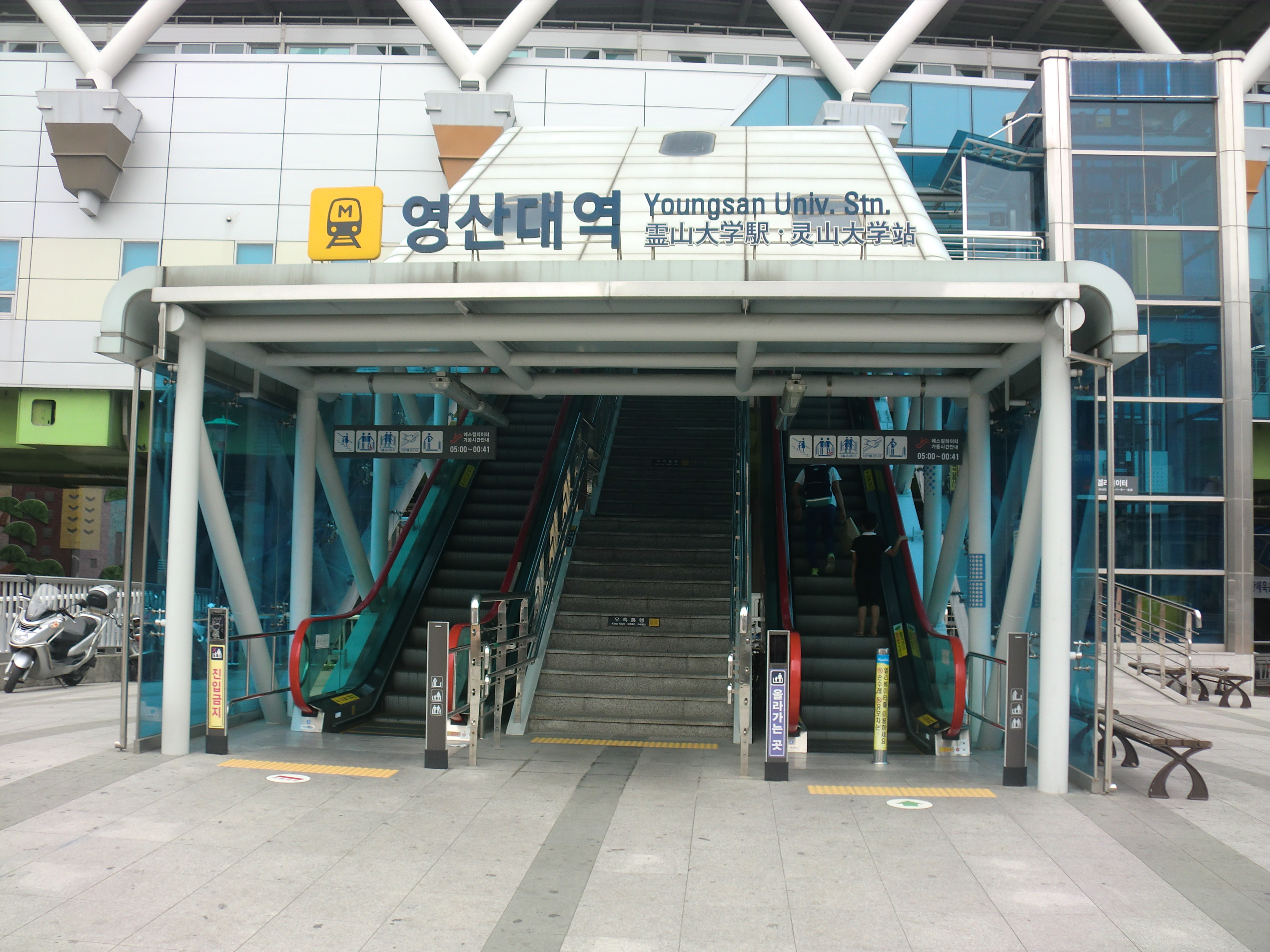
2番出入口（2014年7月）
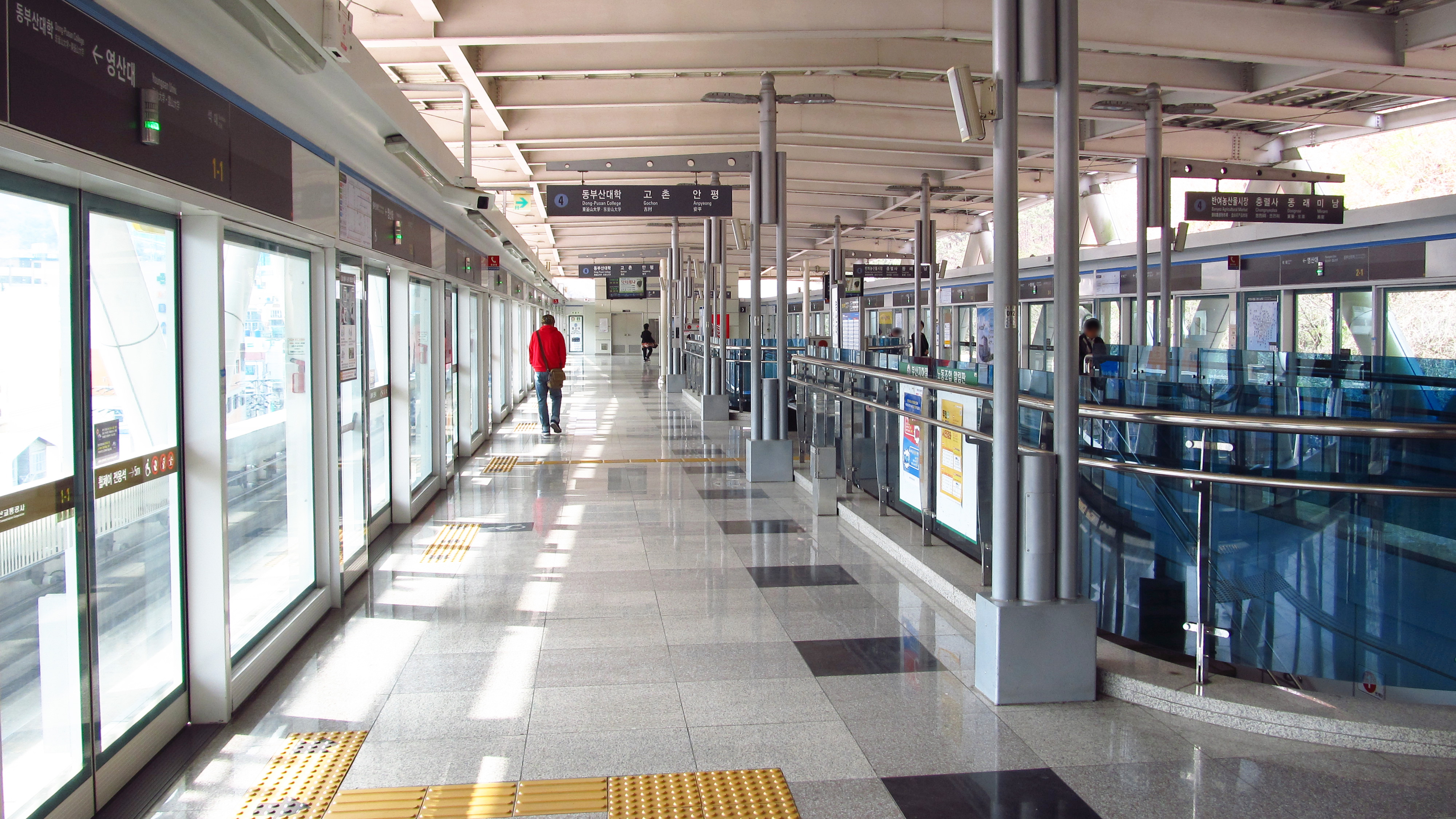
ホーム（2018年4月）
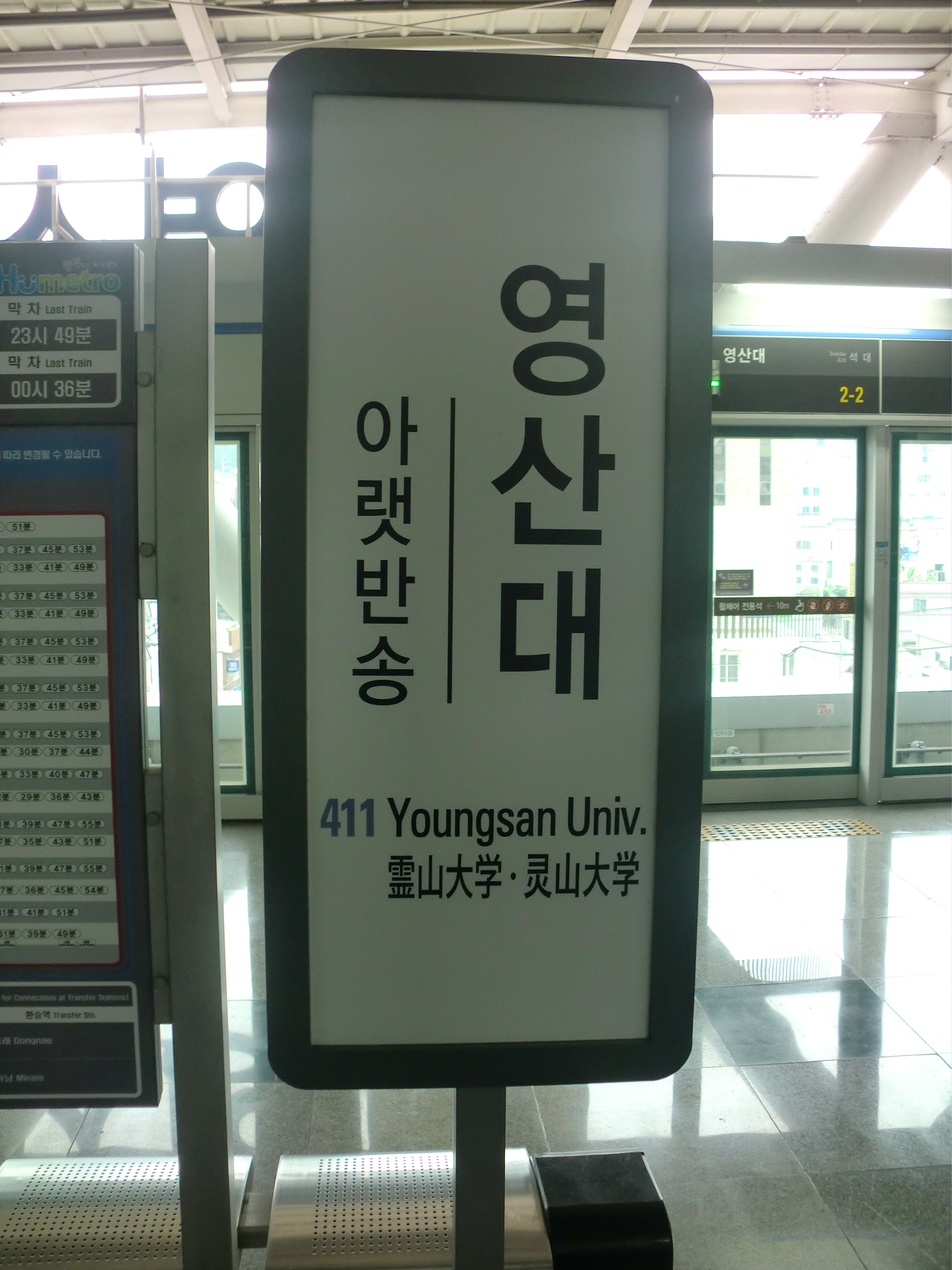
駅名標

### のりば
| 上り | 4号線 | 美南方面 |
| 下り | 4号線 | 安平方面 |

## 歴史
- 2011年3月30日 - 開業[1]。

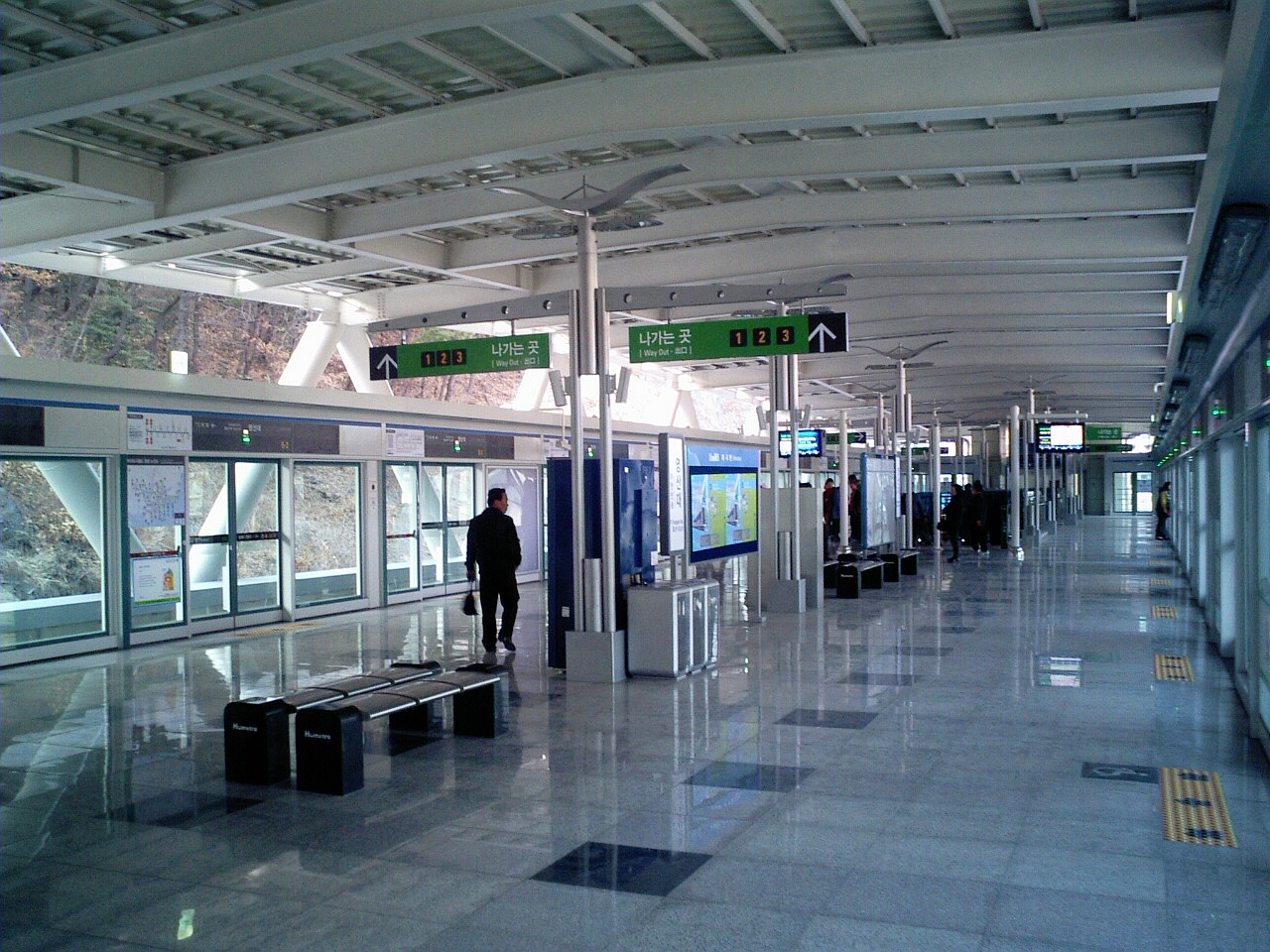
開業前のホーム（2011年3月15日）

## 駅周辺
- 霊山大学校海雲台キャンパス
- 盤松1洞行政福祉センター
- 盤松洞郵便局
- 金井消防署盤松派出所
- 海雲台消防署盤如119安全センター
- 釜山銀行盤松洞支店
- 盤松初等学校
- 盤松中学校
- 霊山高等学校

## 隣の駅
釜山交通公社
 4号線 
石坮駅 (410) - 霊山大駅 (411) - 上盤松駅 (412)